# ピロキシカム
ピロキシカム（Piroxicam）は、リウマチ症状、変形性関節症、原発性月経困難症などに対して消炎鎮痛薬として使用されるオキシカム系の非ステロイド性抗炎症薬（NSAIDs）の一つである。商品名バキソまたはフェルデン。承認当初は外傷性および術後の炎症・疼痛にも用いられていたが、消化性潰瘍のリスクが高いため、外用薬を除いて薬効が削除された。プロスタグランジンの生成を阻害して、疼痛、強張り、圧痛、腫脹を軽減する。医療用医薬品としてカプセル、坐薬、軟膏があるほか、外用薬は一般用医薬品（第2類医薬品）として市販されている。海外には、内服した際に消化管からの吸収を促進するためにβシクロデキストリンで抱合化した製剤も存在する。

## 効能・効果
日本で承認されている効能・効果は、内服薬（カプセル）と坐薬が、関節リウマチ、変形性膝関節症、腰痛症、肩関節周囲炎、頸肩腕症候群である。軟膏は変形性関節症、肩関節周囲炎、腱・腱鞘炎、腱周囲炎、上腕骨上顆炎（テニス肘など）、筋肉痛（筋・筋膜炎など）、外傷後の腫脹・疼痛について承認されている。海外では、原発性月経困難症にも用いられる。
2007年6月に、欧州医薬品審査庁（EMEA、現：欧州医薬品庁（EMA））の医薬品委員会（CHMP）は「ピロキシカム製剤に対する使用制限勧告」を発表した。その内容は、
1. 外傷等による急性疼痛には使用しないこと
2. 慢性疾患に関しては第2選択薬とすること
3. 最大1日用量はピロキシカムとして20mgまでとすること
4. 投与開始14日後には治療の再評価を行うこと

の4点であった。これを受けて、日本では外傷・手術後の炎症・疼痛に対する認可が削除された。

## 禁忌
経口薬では10項目、坐薬では11項目の禁忌が設定されている。また、過敏症既往とアスピリン喘息については外用薬でも禁忌とされている。
1. リトナビルを投与中の患者
2. 消化性潰瘍のある患者（長期投与が必要でミソプロストールで潰瘍が管理可能である場合を除く）
3. 重篤な血液異常のある患者
4. 重篤な肝障害のある患者
5. 重篤な腎障害のある患者
6. 重篤な心機能不全のある患者
7. 重篤な高血圧症のある患者
8. 妊娠末期の患者
9. 製剤成分に対し過敏症の既往歴のある患者
10. アスピリン喘息（非ステロイド性消炎鎮痛剤等による喘息発作の誘発）またはその既往歴のある患者
11. 直腸炎、直腸出血または痔疾のある患者（坐薬のみ）

## 副作用
承認時までの臨床試験での副作用発現率は、カプセルで13.61%:28、坐薬で9.11%:24であった。軟膏は公表されていない:19。主な副作用は、胃・腹部痛（カプセル：4.7%、坐薬：0.2%）、浮腫（カプセル：2.2%、坐薬：1.2%）、悪心・嘔吐（カプセル：1.1%、坐薬：0.4%）、下痢・軟便（カプセル：0.8%、坐薬：1.1%）、胸焼け・胸内苦悶感（カプセル：1.2%、坐薬：0.2%）、GOT(AST)上昇（カプセル：0.8%、坐薬：1.2%）、GPT(ALT)上昇（カプセル：1.2%、坐薬：0.9%）、BUN上昇（カプセル：0.2%、坐薬：1.4%）である。軟膏の主な副作用は、瘙痒感とかぶれである。
経口薬と坐薬の重大な副作用としては、下記のものが添付文書に指定されている。
- 消化性潰瘍（穿孔を伴うことがある）、吐血、下血などの胃腸出血（カプセル：0.2%未満、坐薬：0.1%未満）
- ショック、アナフィラキシー、
- 中毒性表皮壊死融解症（Toxic Epidermal Necrolysis：TEN）、皮膚粘膜眼症候群（Stevens-Johnson症候群）、
- 再生不良性貧血、骨髄機能抑制
- 急性腎不全、ネフローゼ症候群
- AST(GOT)・ALT(GPT)の上昇等を伴う肝機能障害、黄疸

他のNSAIDsと同様の消化器症状と出血以外にも、頭痛、眩暈（浮動性および回転性）、神経過敏、抑うつ、眠気、不眠、聴覚障害（耳鳴りなど）、高血圧、浮腫、光感受性が起こるほか、まれに膵炎、肝障害、視覚障害、肺好酸球増加症、肺胞炎を生ずる。他のNSAIDsに較べて、胃腸障害や重篤な皮膚障害（TENやSJS）が多い。

## 作用機序
ピロキシカムはNSAIDであり、非選択的COX阻害効果に基いて解熱鎮痛効果をもたらす。

## 化学的特徴
ピロキシカムは有機溶媒に溶解している際にはエノール互変異性の状態にあり、水溶液中では双性イオンの状態にある。

## 開発の経緯
ピロキシカムの開発は1962年に開始され、最初の臨床試験の結果は1977年に報告された。製品としては米国では1980年に発売された。
日本では1977年に第I相臨床試験が、翌年に一般臨床試験が開始され、1982年2月に承認された:1。
2007年6月に欧州医薬品庁がピロキシカムの「使用は危険－便益バランスに鑑みて慢性炎症のみに制限すべきである」との勧告を出した:16-18ことを受けて、2008年4月、「外傷後、手術後の鎮痛、消炎」の効能・効果が削除された。